# Monaco i olympiska sommarspelen 1960
Monaco deltog i de olympiska sommarspelen 1960 med en trupp bestående av 11 deltagare. Ingen av landets deltagare erövrade någon medalj.